# Förde-Klasse
Die Förde-Klasse war eine Bauserie von zwei Tankreinigungsschiffen der Klasse 710, die von 1967 bis 1992 für die Marinearsenalbetriebe Kiel und Wilhelmshaven im Dienst waren.
Die beiden Schiffe hatten die Aufgabe, ölverschmutztes Ballastwasser zu übernehmen und zu entölen, Lade- und Doppelbodentanks zu reinigen sowie Kraftstoffe zu Auslagerungszwecken aufzunehmen. Bauwerft war die Deutsche Werft AG (Baunummern 819 und 820) in Hamburg.
Seit der Außerdienststellung der beiden Schiffe wird der Transport von Ballastwasser und Kraftstoffen von den Schiffen der Bottsand-Klasse durchgeführt.

## Ausrüstung
- Ballastwasserentölungsanlage, bestehend aus sechs Auffangtanks (703 m³), zwei Turbulo-Entölern (115 m³), zwei Schmutzölsammeltanks (51 m³), zwei Entölerpumpen, einer Ölabsaugepumpe und einer Schmutzölabgabepumpe
- Tankreinigungsanlage mit zwei Waschlaugentanks (140 m³), einem Turbulo-Groom-Separator und drei Pumpen
- Tankbelüftungsanlage zum Entfernen der durch die heiße Reinigung entstandenen Gase mit zwei transportablen Lüftern (24.000 m³/h)
- Tanknachreinigungsanlage zum Beseitigen der Reste in den Tanks und Doppelböden mit einer Vakuumpumpe

## Einheiten
- 710/01  Förde

Die Förde (benannt nach der Kieler Förde) lief am 10. März 1967 vom Stapel und wurde bereits am 22. Juni 1967 an den Auftraggeber übergeben. Für den Marinearsenalbetrieb Kiel war das Schiff vom 14. Dezember 1967 bis zum 30. Oktober 1992 im Dienst. Es wurde danach in Wilhelmshaven aufgelegt und am 2. Juni 1993 über die VEBEG an den Heuvelmann Staalhandel B.V. in Veenendaal verkauft.
- 710/02 Jade

Die Jade (benannt nach dem Seegewässer Jade bei Wilhelmshaven) lief am 19. Juli 1967 vom Stapel und wurde am 31. Oktober 1967 abgeliefert. Die Dienstzeit im Marinearsenalbetrieb Wilhelmshaven dauerte vom 6. November 1967 bis zum 27. Mai 1992. Die Jade wurde, wie ihr Schwesterschiff, in Wilhelmshaven aufgelegt und ebenfalls am 2. Juni 1993 an den Heuvelmann Staalhandel B.V. verkauft.